# Вилијам Питерсен
Вилијам Луис Питерсен (енгл. William Louis Petersen; рођен 21. фебруара 1953, Еванстон, Илиној), амерички је филмски и ТВ глумац и продуцент.